# Craspedosis transtinens
Craspedosis transtinens är en fjärilsart som beskrevs av Louis Beethoven Prout 1923. Craspedosis transtinens ingår i släktet Craspedosis och familjen mätare. Inga underarter finns listade i Catalogue of Life.